# Remnant II
Remnant 2 — компьютерная игра в жанре шутера от третьего лица, разработанная американской студией Gunfire Games и выпущенная Gearbox Publishing для PlayStation 5, Windows и Xbox Series X/S в 2023 году. Действие игры происходит в той же вселенной, что и в Remnant: From the Ashes, после событий дополнения Subject 2923 к этой предыдущей игре. Главный герой сражается с «Корнем» – злыми растительными монстрами, которые распространяются между параллельными мирами и грозят уничтожить мультивселенную. В Remnant 2 каждый из доступных миров в каждом прохождении создаётся с помощью процедурной генерации из множества разных элементов, так что каждое очередное прохождение отличается от предыдущего.
Remnant 2 получила преимущественно положительные отзывы критиков. Она приобрела коммерческий успех: в первую неделю после выхода было продано более миллиона копий, а на сентябрь 2023 года – 2 миллиона. Для игры запланированы три загружаемых дополнения, первое из которых, The Awakened King, вышло в ноябре 2023 года.

## Геймплей
Как и игра-предшественница, Remnant 2 совмещает в себе жанры шутера от третьего лица и soulslike. Управляемый игроком персонаж может носить с собой два огнестрельных оружия и холодное оружие для ближнего боя. В начале игры можно выбрать для создаваемого персонажа класс-«архетип». Эти «архетипы» различаются по характеристикам, умениям и роли в кооперативной игре: например, «Боец» играет роль танка, принимающего на себя удары врагов; «Медик» подлечивает товарищей, а «Кинолог» может вызвать на поле боя пса, который помогает игрокам в бою и может воскрешать павших персонажей. «Архетипов» в игре всего одиннадцать. Большинство из них изначально недоступны игроку — их нужно открывать, выполняя определённые условия. Архетип можно мгновенно изменить «на лету»,  и позже в ходе игры для игрового персонажа можно выбрать второй дополнительный архетип. Это позволяет создавать сложные и необычные комбинации способностей: например, игровой персонаж может стать инженером, который ставит турели и усиливает их с помощью умений, в норме предназначенных для улучшения призываемых существ.
Хотя и в первой игре для создания уровней использовалась процедурная генерация, так, что устройство каждого уровня и места появления врагов отличались при каждом новом прохождении, в Remnant 2 эта система была усовершенствована. В игре для каждого уровня случайным образом определяются оформление локаций, встречающиеся в нем типы врагов, боссы и неигровые персонажи; эта случайность влияет и на повествование, и на задания, которые могут получить игроки. Например, мир Йаэша для одного игрока может оказаться густым лесом с лазающими по деревьям ящерами, для другого — летающими островами, где обитают летающие существа с щупальцами, для третьего — тёмными подземельями храма, где на персонажа охотятся кровожадные культисты. При этом все варианты мира связаны сюжетно и дополняют друг друга — например, игрок может в одном прохождении столкнуться с чудовищным «богом», которому поклоняются культисты из другого прохождения. В игре три таких «меняющихся» мира, а также два «статичных». Развилки возникают не только при переходе в новый мир, но и в побочных заданиях, а также при убийстве боссов: в зависимости от действий игрока дальнейшее прохождение может измениться. Всю игру можно пройти в одиночку, хотя игра также поддерживает кооперативный многопользовательский режим, рассчитанный на прохождение группой до трёх игроков.

## Разработка
Remnant 2 была официально анонсирована разработчиком Gunfire Games и издателем Gearbox Publishing на церемонии The Game Awards 2022. Игра была выпущена для PlayStation 5, Windows и Xbox Series X/S в июле 2023 года. Хотя игра продолжает повествование Remnant: From the Ashes и дополнений к ней, в игре намеренно простой сюжет – разработчики хотели гарантировать, что как старые, так и новые игроки без проблем будут понимать, что происходит в игре.
Приступая к созданию Remnant 2, студия решила взять за основу Remnant: From the Ashes и совершенствовать ту же самую концепцию как «версию 2.0». Разработчики ставили перед собой задачу сделать игру такой, чтобы в ней каждое прохождение отличалось от предыдущих. Глава Gunfire Games Дэвид Адамс признавался в интервью IGN, что не любит переигрывать уже пройденные игры — «если я что-то уже один раз сделал, то не могу делать это же во второй». Он ставил перед собой задачу сделать игру, которую бы по-настоящему хотелось проходить снова и снова. Основной принцип многопользовательской игры — можно в любой момент «заскочить» в чужое прохождение, хотя бы для того, чтобы посмотреть на чужую версию мира с другими врагами и боссами, и так же в любой момент его покинуть — был также взят из предыдущей игры, разработчики лишь «отполировали» его. Адамс не возражал против определения игры как soulslike, отмечая, что любит игры серии Souls, но считал, что сходство Remnant 2 с ними не так велик: «в этой игре много такого, чего в Souls никогда не увидишь». Игра выстроена с расчётом на использование технологий масштабирования Nvidia DLSS, AMD FSR и Intel XeSS — они используются по умолчанию. Хотя эти технологии и можно выключить в настройках, это приводит к сильному падению частоты кадров.
Первое загружаемое дополнение (DLC) для игры под названием The Awakened King было выпущено 14 ноября 2023 года. Еще два дополнения планируется выпустить в 2024 году. Все три дополнения будут включены в окончательную версию игры — Ultimate Edition.

## Прием
| Сводный рейтинг       | Сводный рейтинг                        |
| Агрегатор             | Оценка                                 |
| --------------------- | -------------------------------------- |
| Metacritic            | (PC) 80/100 (PS5) 81/100 (XBSX) 83/100 |
| OpenCritic            | 86 %                                   |
| «Критиканство»        | 83/100                                 |
| Иноязычные издания    |                                        |
| Издание               | Оценка                                 |
| Destructoid           | 8,5/10                                 |
| Eurogamer             | [ 21 ]                                 |
| Game Informer         | 7,75/10                                |
| GameSpot              | 7/10                                   |
| Hardcore Gamer        | 4/5                                    |
| IGN                   | 9/10                                   |
| PCGamesN              | 8/10                                   |
| PC Gamer (US)         | 84/100                                 |
| Shacknews             | 9/10                                   |
| VideoGamer            | 8/10                                   |
| Русскоязычные издания |                                        |
| Издание               | Оценка                                 |
| 3DNews                | 8,5/10                                 |
| Riot Pixels           | 77 %                                   |
| StopGame.ru           | Изумительно                            |
| «Канобу»              | 8/10                                   |

По данным сайта-агрегатора рецензий Metacritic, Remnant 2 получила «преимущественно положительные» отзывы критиков.  Викки Блейк в рецензии для Eurogamer охарактеризовала Remnant 2 как «эклектический», но неизменно приносящий удовлетворение шутер, где не получается заскучать: игрок не задерживается ни в одном мире и ни в одной битве так долго, чтобы они успели надоесть. Хотя игра быстро заканчивается, в ней остаётся ещё множество секретов, головоломок и предметов для новых прохождений. По словам обозревателя «Мира фантастики» Артёма Дубровского, Remnant 2 может стать идеальной игрой на несколько вечеров, это «проект мечты для фанатов жанра». Он жаловался лишь на «невнятную сюжетную концовку», явно рассчитанную на выход дополнений.

### Продажи
Remnant 2 опередила игру-предшественницу по продажам — в сервисе Steam количество одновременных игроков после выхода было почти вдвое больше, чем у Remnant: From the Ashes; она занимала второе место в рейтинге продаж этого сервиса. Продажи игры превзошли ожидания Gearbox.
За первую неделю после выпуска было продано более миллиона копий игры. В США игра в июле 2023 года вышла на первое место по продажам. К концу сентября 2023 года было продано в общей сложности более 2 миллионов копий игры.

### Награды
| Год  | Церемония              | Категория                         | Итог      | Ссылка |
| ---- | ---------------------- | --------------------------------- | --------- | ------ |
| 2023 | Golden Joystick Awards | Лучшая многопользовательская игра | Номинация | [ 39 ] |
| 2023 | The Game Awards 2023   | Лучшая экшн-игра                  | Номинация | [ 40 ] |
| 2024 | D.I.C.E. Awards        | Экшн-игра года                    | Номинация | [ 41 ] |